# Castel Sant'Elmo
Hrad svatého Eliáše (italsky Castel Sant'Elmo) je pevnost stojící na pahorku Vomero v italském městě Neapol. Vedle hradu se nachází klášter sv. Martina (Certusa di San Martino).
Pevnost byla postavena v letech 1329-1343 za vlády Roberta z Anjou. Při přestavbě v letech 1537-1546, kterou uskutečnil španělský místokrál Pedro Álvarez de Toledo, získal hrad svůj současný hvězdicovitý půdorys. V roce 1799 se hrad stal poslední baštou zastánců Neapolské republiky, kteří vystoupili proti vládnoucím Bourbonům.
Poslední rekonstrukce hradu proběhla v roce 1980, dnes zde sídlí muzeum historie umění.